# Iodure d'actinium
L'iodure d’actinium est un composé de l'iode et de l'actinium de formule AcI3.